# Kanton Saint-Lô-2
Der Kanton Saint-Lô-2 ist seit 2015 ein französischer Wahlkreis im Arrondissement Saint-Lô, im Département Manche und in der Region Normandie; sein Hauptort ist Saint-Lô.

## Gemeinden
Der Kanton besteht aus elf Gemeinden und Gemeindeteilen mit insgesamt 21.803 Einwohnern (Stand: 1. Januar 2022) auf einer Gesamtfläche von 149,59 km²:
| Gemeinde                 | Einwohner 1. Januar 2022 | Fläche km² | Dichte Einw./km² | Code INSEE | Postleitzahl |
| ------------------------ | ------------------------ | ---------- | ---------------- | ---------- | ------------ |
| Baudre                   | 595                      | 3,81       | 156              | 50034      | 50000        |
| Bourgvallées             | 3.319                    | 48,27      | 69               | 50546      | 50750        |
| Canisy                   | 1.723                    | 18,15      | 95               | 50095      | 50750        |
| Carantilly               | 619                      | 10,70      | 58               | 50098      | 50570        |
| Dangy                    | 660                      | 9,93       | 66               | 50159      | 50750        |
| La Barre-de-Semilly      | 1.033                    | 7,74       | 133              | 50032      | 50810        |
| La Luzerne               | 81                       | 1,94       | 42               | 50283      | 50680        |
| Quibou                   | 842                      | 17,15      | 49               | 50420      | 50750        |
| Saint-Lô                 | 11.701                   | 14,17      | 826              | 50502      | 50000        |
| Saint-Martin-de-Bonfossé | 536                      | 12,68      | 42               | 50512      | 50750        |
| Sainte-Suzanne-sur-Vire  | 694                      | 5,05       | 137              | 50556      | 50750        |
| Kanton Saint-Lô-2        | 21.803                   | 149,59     | 146              | 5023       | –            |

1. ↑   Nur der östliche Teil der Gemeinde, der Rest gehört zum Kanton Saint-Lô-1.

### Veränderungen im Gemeindebestand seit der landesweiten Neuordnung der Kantone
2019: Fusion Bourgvallées, Le Mesnil-Herman und Soulles → Bourgvallées
2017: Fusion Canisy und Saint-Ébremond-de-Bonfossé → Canisy
2016: Fusion Gourfaleur, La Mancellière-sur-Vire, Saint-Romphaire und Saint-Samson-de-Bonfossé → Bourgvallées